# 曲城之戰
曲城之戰是中國三國時期的一場戰爭，即指魏國嘉平元年（249年），衛將軍姜維北伐曹魏的一場戰役。
249年秋天，蜀國姜維出師進攻雍州，依傍曲山修築兩城。派遣牙門將句安、李歆等駐守，並聯合羌胡人進攻附近各郡。魏國征西將軍郭淮與雍州刺史陳泰統兵抵禦。郭淮認為，曲城距蜀國遙遠，軍糧運送困難，若長圍久困，可不戰而克。遂採取圍城打援策略；命令陳泰率领討蜀護軍徐質，南安太守鄧艾進兵圍攻曲城，切斷交通及水源，曲城蜀軍困窘不堪。姜維領兵救援，進兵至牛頭山，為陳泰軍所阻。郭淮率軍赶往牛头山，企圖切斷姜維退路。姜維迅速撤走。句安、李歆等人孤立無援，獻城投降。隨後郭淮西擊羌人各部，留鄧艾屯兵白水以防蜀軍反攻。姜維下令廖化駐軍白水南岸以牽制鄧艾，親自率重兵奔襲洮城。鄧艾於當夜搶先占據洮城。姜維見鄧艾搶先一步，遂撤軍退走，魏兵得以不敗。鄧艾因此功被賜爵關內侯。